# Anton Kržišnik
Anton Kržišnik, slovenski pravnik in politik * 8. junij 1890, Podobeno, † 28. december 1973, Ljubljana.

## Življenje in delo
Kržišnik je najprej delal kot sodnik, med NOB pa je bil imenovan mdr. za poverjenika AVNOJ-a za proseto in socialne zadeve v NKOJ, postal je predsednik višjega vojaškega sodišča na osvobojenem ozemlju, po osvoboditvi pa zvezni in republiški minister za socialno skrbstvo. Dolga leta po vojni je bil član glavnega odbora SZDL Slovenije.